# Нупаярви
Нупаярви — пресноводное озеро на территории Кестеньгского сельского поселения Лоухского района Республики Карелии.
Находится на территории национального парка «Паанаярви».

## Общие сведения
Площадь озера — 1,9 км². Располагается на высоте 316,0 метров над уровнем моря.
Форма озера продолговатая: оно почти на пять километров вытянуто с северо-запада на юго-восток. Берега каменисто-песчаные, преимущественно возвышенные, скалистые.
С западной стороны озера вытекает безымянный водоток, впадающий с левого берега в реку Муткайоки, берущую начало из озера Пиени-Нупаярви и впадающую в озеро Паанаярви, через которое протекает река Оланга, в свою очередь, впадающая в Пяозеро.
Ближе к юго-восточной оконечности Нупаярви расположены два небольших острова.
Населённые пункты и автодороги вблизи водоёма отсутствуют.
Код объекта в государственном водном реестре — 02020000411102000000858.